# Rhopalus maculatus
Rhopalus maculatus är en insektsart som först beskrevs av Franz Xaver Fieber 1837.  Rhopalus maculatus ingår i släktet Rhopalus, och familjen smalkantskinnbaggar. Arten är reproducerande i Sverige.

## Bildgalleri

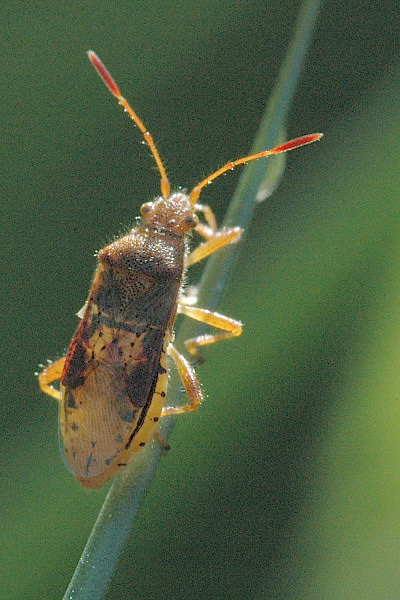